# Piona napio
Piona napio är en kvalsterart som beskrevs av Crowell 1960. Piona napio ingår i släktet Piona och familjen Pionidae. Inga underarter finns listade i Catalogue of Life.